# Rissoina catesbyana
Rissoina catesbyana är en snäckart som beskrevs av Orbigny 1842. Rissoina catesbyana ingår i släktet Rissoina och familjen Rissoidae. Inga underarter finns listade i Catalogue of Life.